# Emlékezz! (Született feleségek)
Az Emlékezz! (Remember) a Született feleségek (Desperate Housewives) című amerikai filmsorozat negyvenhatodik epizódja. Az Amerikai Egyesült Államokban először az ABC (American Broadcasting Company) adó sugározta 2006. május 21-én.

## Az epizód cselekménye
- Az élet rendje minden közösségben, hogy emberek beköltöznek és kiköltöznek. Mary Alice Youngnak lehetősége volt nyomon követni minden későbbi barátnője beköltözését a Lila Akác közbe. Susan 14 évvel ezelőtt érkezett, és természetesen azonnal az ügyetlenségével mutatkozott be. Bree a szokatlan nevelési módszerével keltett óriási feltűnést, amikor is 12 éve, az akkor hatéves Andrew-t regulázta meg egy aprócska csínytevés miatt, Mary Alice és Susan legnagyobb döbbenetére. Lynette, férjével együtt 8 éve, ikerfiaival terhesen költözött az utcába, s az akkorra már barátnőkké vált Mary Alice, Susan és Bree egy hangos vita kellős közepébe csöppentek, melyben ráadásul még igazságot is kellett szolgáltatniuk. Solisék 3 éve éldegélnek a kertvárosi utcácskában, és kapcsolatukhoz híven, egy roppant forró pillanatban ismerhették meg őket a szomszédság háziasszonyai. Ám azóta rengeteg dolog történt a Lila Akác közben. Családok hullottak szét és életek mentek tönkre. Susan végre megpróbál a saját lábára állni - mindenfajta segítség nélkül, és Julie-val együtt átmenetileg egy lakókocsiban rendezkedik be. Bree a szanatóriumban próbál felejteni, miközben rémisztő híreket kap. Lynette egy Porterrel történt baleset kapcsán kénytelen szóba állni Tommal. Gabrielle eközben egyik sokkból a másikba esik Carlos miatt. Zach - az apja nyomására - a haldokló Noah-t látogatja meg, hogy pénzt szedjen ki belőle. Bettyt pedig elfogja a rendőrség, amikor az éjszaka közepén Calebbel együtt el akarja hagyni a várost, s később újabb megdöbbentő ténnyel kell szembesülnie Matthew-val kapcsolatban.

- Miután Betty Applewhite szembesítette Bree-t Matthew szörnyű tetteivel, (miszerint Matthew megölte Melanie Fostert) a kétségbeesett anyának egyre csak az jár a fejében, miképp szökhetne meg a pszichiátriai intézetből. Mike hangot ad a csalódottságának, miszerint Karl egyértelműen a jegygyűrű okozta féltékenységéből vásárolt házat Susannek, mire a két férfi között ökölharcra kerül sor. A csatában Mike egy fogát veszíti, ezért ellátogat Dr. Orson Hodge-hoz, Susan fogorvos barátjához, aki felettébb gyanúsan viselkedik vele. Gabrielle-nek eközben egyre inkább szemet szúr a férje és Xiao-Mei különös kapcsolata, s az apró jelek alapján lassan már biztos benne, hogy Carlos megcsalja őt. Hogy minderről bizonyítékot is szerezzen, babafigyelőkkel szereli fel az egész házat, s az eredmény nem marad el. Kiderül, hogy Zach örökli meg Noah Taylor teljes vagyonát, s úgy tűnik, hogy a megboldogult gazember óriási birodalma méltó utódra lelt. A városba érkezik Tom törvénytelen lányának anyja, aki mindenáron pénzt akar kicsikarni Scavoékból, majd aztán úgy dönt, hogy Kaylával együtt inkább Tomék közelébe költöznek. Miután egyszer és mindenkorra tisztázta a már nem létező kapcsolatát Karllal, Susan romantikus lakókocsis randevúra hívja Mike-ot, melyen azt tervezi, hogy majd ő lesz az, aki megkéri a kezét. Mike ugyan elindul, ám soha nem ér oda a találkára. Matthew és Danielle az éj leple alatt szöknek vissza a Lila Akác közbe, hogy pénzt szerezzenek, amikor váratlanul hazaérkezik Bree.

## Mellékszereplők
- Gwendoline Yeo - Xiao-Mei
- Bob Gunton - Noah Taylor
- William Atherton - Dr. Barr
- Kiersten Warren - Nora Huntington
- Kathryn Joosten - Karen McCluskey
- Julie White - Amanda
- Joy Bisco - Melanie Foster
- Melanie Chartoff - Sally
- James Shanklin - Morgan nyomozó
- Roger Bart - George Williams
- Steven Culp - Rex Van De Kamp
- Kyle MacLachlan - Orson Hodge
- Jesse Metcalfe - John Rowland
- Alejandro Patino - Ralph, a kertész
- Dougald Park - Xiao Mei orvosa
- Eric Leviton - Orderly
- Brian Carpenter - Clerk
- Howard S. Miller - Zach ügyvédje
- John Callahan - Stan
- Craig Tsuyumine - TV riporter
- Hunter Allan - a fiatal Andrew
- Savannah McDermott - a fiatal Danielle

## Időbeli visszapillantások
- 1990: Mary Alice, és a férje, Paul beköltöznek a Lila Akác közbe az egyéves Zach-el. (Az Egy szép napon… című epizódban szintén látható)
- 1992: Susan Mayer és a férje, Karl a kétéves Julie-val beköltöznek a Lila Akác közbe. Kipakolás közben Susan véletlenül bezárja magát a költöztető teherautóba, és az arra sétáló Mary Alice szabadítja ki, majd meghívja egy kávéra.
- 1994: Bree Van de Kamp és a férje, Rex a hatéves Andrew-val és a négyéves Danielle-el beköltöznek a Lila Akác közbe. Bree bekopog Mary Alice-hez az asszony egyik kerti békaszobrával, amit Andrew csent el, és bocsánatkérésre kényszeríti Mary Alice és Susan előtt.
- 1998: A terhes Lynette Scavo férjével, Tommal költözik be a széplaki utcába. Amikor Mary Alice, Susan és Bree hozzájuk tartanak, hogy üdvözöljék őket a szomszédságban, Lynette épp hangosan veszekszik Tommal, mert kiderült, hogy ikreket vár. A lányok hamar eldöntik, hogy Lynette a barátjuk lesz, mert tartanak attól, hogy az ellenségük is lehet.
- 2001: A patikában Bree egy doboz szőke hajfestéket vásárol Danielle-nek, aki tizenegy éves létére rózsaszínre festette a haját. Rex azonban figyelmezteti, hogy nem kéne túlzásba vinnie a szigorúságot.
- 2003: Gabrielle Solis, és a férje, Carlos beköltöznek a Lila Akác közbe. Amikor Mary Alice, Susan, Bree és Lynette elmennek hozzá, hogy üdvözöljék, melltartóban és bugyiban találják, Carlost pedig egy szál ingben, nadrág nélkül.
- 2004: Penny Scavo, Lynette és Tom negyedik gyermeke születése után Lynette megígérteti Tommal, hogy nem lesz több gyerekük.
- 2004: Gabrielle bedühödik Carlosra, amikor az sokadjára közli vele a telefonban, hogy későig dolgozik. Az asszony mérgében viszonyt kezd a tizenhat éves kertészével, John Rowlanddel.
- 2005: (az első évad végének idején) Betty Applewhite azt hiszi, hogy fogyatékos fia, Caleb Applewhite megölte Melanie Fostert, ezért elhagyja fiaival Chicagót. Valójában Matthew, Betty másik fia öli meg Melanie-t, akinek Caleb korábban csak könnyű sérüléseket okozott.

## Mary Alice epizódzáró monológja
- A narrátor, Mary Alice monológja az epizód végén így hangzik (a magyar változat alapján):

„Ez az utca, ahol éltem. És ezek az emberek, akikkel közös volt  az életem. Megismertem őket, amikor beköltöztek, és láttam, amit magukkal hoztak. A jövőről szőtt gyönyörű álmaikat; egy jobb életbe vetett csöndes reményüket - nem csak önmaguk, de gyerekeik számára is.
Ha tehetném, elárulnám, mi vár rájuk még? Óvainteném őket a rájuk leső szívfájdalomtól és árulástól? Nem. Onnan, ahol most állok, elég rálátásom van az útra, hogy megértsem, hogy kell bejárni.
A trükk az, hogy mindig haladni kell előre. Lerázni a félelmet és megbánást, ami visszafog. És ami megakadályozza, hogy élvezzük az utazást, mikor úgyis oly hamar végetér. Igen. Lesznek nem várt kanyarok az úton. Megrázó meglepetések, amikre nem számítunk. De végül is épp ez a lényeg - nem gondolják?"

## Érdekességek
- Az epizód eredetileg egy hosszú (majdnem másfél órás) rész, de Magyarországon, és korábban más országokban is ketté osztva játszották (Emlékezz - 1. rész, Emlékezz - 2. rész).
- Ebben az epizódban több korábbi szereplőt is viszontláthatunk, például Rex Van De Kampet, Bree első férjét; George Williamset, Bree egykori udvarlóját, Rex gyilkosát; John Rowlandet, Gabrielle egykori kiskorú szeretőjét (ez a karakter egy epizód erejéig a harmadik évadban, majd ugyanilyen rövid távon a negyedik évadban is szerepel).

## Epizódcímek szerte a világban
- Angol: Remember (Emlékezz!)
- Francia: Les tourbillons de la vie
- Lengyel: Pamięć (Emlékezet)
- Német: Erinnerungen (Emlékek)